# XVI. Armeekorps
XVI. Armeekorps var en tysk armékår under andra världskriget som deltog i invasionen av Polen och invasionen av Frankrike. Den 15 februari 1941 organiserades förbandet om till Panzergruppe 4 inför den stundande invasionen av Sovjetunionen.

## Polen 1939

### Organisation
Var en del av 10. Armee
- 1. Panzer-Division
- 3. Panzer-Division
- 14. Infanterie-Division
- 31. Infanterie-Division

## Västfronten 1940
Kåren samlade huvuddelen av pansarförbanden som tillhörde armégrupp B och hade som uppgift att få anfallet genom södra Holland och norra Belgien att framstå som det största hotet för de allierade och på så sätt säkerställa att de allierade skickade en stor del av sina trupper upp i Belgien så att de kunde skäras av av armégrupp A.
Efter att korsat broarna vid Maastricht som erövrats av fallskärmsjägare och byggt pontonbroar för att ersätta de broar som hann sprängas av nederländska trupper så avancerade kåren mot staden Gembloux som av de allierade sågs som den mest troliga tyska framryckningsvägen. Här mötte man den franska mekaniserade kåren Corps de Cavalerie i ett rekonterslag.

### Organisation
Kårens organisation den 8 juni 1940:
- 3. Panzer-Division
- 33. Infanterie-Division
- 4. Panzer-Division
- 4. Infanterie-Division
- SS-Division Verfügungstruppe
- SS-Regiment "Adolf Hitler"

## Befälhavare
Kårens befälhavare:
- Generalleutnant Heinz Guderian   4 februari 1938 - 24 november 1938
- Generaloberst Erich Hoepner   24 november 1938 - 15 februari 1941